# Keszeg
Keszeg is een plaats (község) en gemeente in het Hongaarse comitaat Nógrád. Keszeg telt 697 inwoners (2001).